# Friederike Heumann
Pour les articles homonymes, voir Heumann.
Friederike Heumann est une violiste allemande spécialisée dans le répertoire baroque, née en 1965.

## Biographie
Friederike Heumann a étudié la viole de gambe avec Jordi Savall et Paolo Pandolfo à la Schola Cantorum de Bâle.
Elle a collaboré aux enregistrements de l'ensemble baroque Le Poème Harmonique de Vincent Dumestre aux côtés de la gambiste belge Sophie Watillon.
En 2001, elle fonde son propre ensemble, l'Ensemble Stylus Phantasticus, avec lequel elle publie le premier enregistrement de musique de Philipp Heinrich Erlebach.
Depuis septembre 2011, elle enseigne la viole de gambe à la "Hochschule für Musik Würzburg" où elle devient en 2020 professeur pour viole de gambe et de musique pour ensembles historiques.

## Discographie

### Avec le Poème Harmonique
- 1999 : "Il nuovo stile" de Domenico Belli
- 1999 : "L'Humaine Comédie" d'Étienne Moulinié
- 2002 : "Le Consert des Consorts" de Pierre Guédron

### Avec l'ensemble Stylus Phantasticus
- 2001 : "Zeichen im Himmel" de Philipp Heinrich Erlebach
- 2004 : "Ciaccona – il mondo che gira" de Dietrich Buxtehude
- 2007 : "L'Harmonie des Nations - Musik am Bayerischen Hof" avec des œuvres de Muffat, d'all Abaco, Pez, Pachelbel et Kerll. (Diapason d'or)
- 2010 : "Hortus Musicus" (Vol. 1, Partites 1, 2, 4, 6) de Johann Adam Reincken (Accent)

### Autres enregistrements
- 2003 : "La rêveuse et autres pièces de viole" de Marin Marais (avec Sophie Watillon)
- 2003 : "Why not here - Music for two lyra-viols" de Thomas Ford, Alfonso Ferrabosco II, John Jenkins, John Danyel, Anthony Holborne, Richard Alison et William Lawes (avec Hille Perl, Lee Santana et Michael Freimuth)
- 2005 : "Solo a Viola di gamba col Basso" de Carl Philipp Emanuel Bach
- 2005 : "The Seasons, The months de Christopher Simpson (avec Sophie Watillon et Brian Franklin)
- 2011 : Il vero Orfeo - Sonatas for viola da gamba by and inspired by Arcangelo Corelli (avec Patrick Sepec, Eduardo Egüez et Dirk Börner)
- 2020 : Nostalgia - The Sea of Memories, avec Nihan Devecioğlu (chant) et Xavier Díaz-Latorre (théorbe et guitare)